# カナエの星
『カナエの星』（かなえのほし）は、2014年8月から電撃文庫で刊行が開始された高橋弥七郎による日本のライトノベル。イラストは高橋弥七郎の前作『灼眼のシャナ』に引き続き、いとうのいぢが担当している。

## あらすじ
なんでも直感的に行動する多柏学院の中等部の少年・直会カナエ（なおらい かなえ）はある日、先輩の山辺多梓の相談を受け、多柏学院の旧校舎へ入り、その旧校舎にあった不思議な扉へ踏み入った途端、謎の『星』に飛ばされてしまう。その『星』にいたのは『星平線のそよぎ』と名乗る謎の少女で、彼女から「ズバリ、世界を救ってもらいます!!」と告げられる。
一方、カナエを慕いながらも妹扱いされている女子小学生の一条摩芙（いちじょう まふ）も何かを感じ、悩みながらも決断し動き出そうとしていた。
直会カナエと一条摩芙、二人の運命が動き出そうとしていた····。

## 登場人物

### 主要登場人物
直会カナエ（なおらい かなえ）
多柏学院の中等部二年生の男子生徒で、学生寮［黄葉館（こうようかん）］の男子寮に寮住まいしている。性格は思い立てばすぐ行動する危なっかしい少年で、多柏学院とその周辺において危険人物として名を知られている。しかし、彼のやる事は大抵素朴な善行で、ほぼ全てに成功していることから、扱いが非常に難しいと周囲に思われている。突き進んで切り抜ける道筋を知る不思議な能力を持っており、カナエはこの能力を『既（すんで）の道』と呼んでいる。ある人から教わったと、1巻でカナエはそよぎに語っている。
1巻で先輩の山辺手梓から、放課後に旧校舎の点検の手伝いを頼まれ、手梓や里久や摩芙と共に旧校舎に赴き、一人きりになった時に『言づて妖精の扉』と学院で噂されている不可思議な扉を発見し、アクシデントでその扉に入ってしまい、扉にあった紋章の名前が『半開きの目』だと感じた瞬間、扉を通って不思議な星『キミが象る星』に到着する。そして、その星で『星平線のそよぎ』と名乗る不思議な少女と出会い、彼女から世界を救ってほしいと頼まれる。最初は断るがそよぎから、より見出す可能性の象徴『半開きの目』と誰知らず降りる破滅の象徴『半閉じの目』のことを聞き、破滅の元凶である『半閉じの目』を宿した人間をカナエの宿す『半開きの目』の力で見つけ出してほしいと説明される。その翌日、学院に歪んだ運命の欠片『クレンペル』が大量にあふれているのを目撃した後、肩の上に現れたそよぎパペットから『半開きの目』の力である『十字印（じゅうじいん）』の使い方を戦いながら教わる。そして、クレンペルを蹴散らしながら『半閉じの目』を宿した手梓を発見するが、『ハインの手先』となった摩芙に邪魔される。しかし、そよぎパペットと話しているうちに、手梓が捜していたのがそよぎであることに気付き、手梓をそよぎに会わせることで『死像』を崩壊させ、事態を収束した。なお、カナエは自分の前に立ちはだかった『ハインの手先』が摩芙だとは気付いていない。
一条摩芙（いちじょう まふ）
多柏学院の初等部五年生の女子生徒で、［黄葉館］の女子寮に寮住まいしている。大人しくて引っ込み思案な性格の美少女で、いつもカナエの側にいる、カナエの妹的な存在。カナエに好意を抱いており、1巻の旧校舎で（アクシデントで）手梓の胸を掴んで顔を埋めていたカナエを見て、怒りのままにカナエに頭突きをする程である。カナエにも内緒で、『半閉じの目』と呼ばれる謎の集団の一味『ハインの手先』として活動している。
1巻で旧校舎の点検を手伝っている最中に、唐突な呼びかけと知らされた事実から『ハインの手先』として動く時が来たことを知る。その日の夜更けに、何処とも知れぬ空間の海に浮かぶ阿呆船で『友たるハイン』とアルベドに、カナエが『半開きの目』に魅入られた事を報告した。その翌日、『半閉じの目』の呪力で何者にも自分を見留めることが出来なくなるようにした後、手梓に『半閉じの目』の呪力を注ぎ込んで『死像（トランジ）』の核にし、手梓を発見したカナエの前に立ちはだかり、『半閉じの目』の力である『渦巻文（うずまきもん）』で邪魔をする。しかし、手梓がそよぎと再会した事で手梓の執着が消え、カナエが『死像』を崩壊させたことで撤退した。なお、摩芙は『半開きの目』の走狗になったのがカナエだと気付いているが、自分が『ハインの手先』になったことはカナエには気付かれていない。
星平線のそよぎ（せいへいせんのそよぎ）
1巻でカナエが迷い込んだ不思議な星で、カナエを待っていた謎の少女。天真爛漫なお調子者で、痛いところを突かれると逆ギレする癖がある。
過去に『扉』の修復や情報収集のために外の世界に出ているときに、手梓と出会い友達になる。
カナエと出会った翌日、大量の『クレンペル』と遭遇したカナエの肩の上に『そよぎパペット』を送り込み、それを媒介にカナエに『半開きの目』の力の使い方を教える。しかし、『死像』の核になっているのが手梓だと知って驚愕し、自身が『扉』の外に出で手梓と再会し話し合ったことが事態が収束するきっかけとなり、手梓と話し合って自分の名前を伝えた。

### 多柏学院（たかえがくいん）
桧原里久（ひのはら りく）
多柏学院の中等部二年生の男子生徒で、カナエのクラスメート兼［黄葉館］のルームメイトでもある。冷静沈着で、カナエの起こす騒動にも動じず付き合い、時には手助けすることもある貴重な友人。
山辺手梓（やまのべ たずさ）
多柏学院の高等部二年生の女子生徒で、この春から女子寮の寮長を務める優等生。努力家で、高等部一年の二学期が終了した時に成績が学年五位から転落したことで両親に責められ、その後より努力して成績上位を保てたが、周囲が自分の努力を見ていないと感じ、他人の目が嫌になっていた手梓は旧校舎群の点検を自主的に継続して、一人きりでいることを好んだ。そんな時に、旧校舎で謎の少女と出会い、何度も接する内にその少女と親しくなる。しかし、ある日からその少女と会えなくなり、次第に精神的に追い詰められていき、1巻の中盤で『ハインの手先』として動く摩芙に『半閉じの目』の呪力を注ぎ込まれ、世界を破滅に導く運命の獣『死像（トランジ）』の核にされてしまう。しかし、謎の少女がそよぎであることに気付いたカナエによって、そよぎと再会し話し合ったことで執着が消え、弱った『死像』をカナエが崩壊させたことで解放された。その後、やっとそよぎの名前を知り、友達になった。
1巻の序盤で彼女から旧校舎の点検の手伝いをカナエが引き受けたことが、カナエが『星平線のそよぎ』と出会うきっかけとなった。
橘樹逢（たちばな あい）
多柏学院の中等部の社会科教師で、カナエと里久の担任を務める女性教師。［黄葉館］の寮監も務めている。同じ寮住まいという関係から、非公式にカナエのお目付け役に任じられていると周囲に噂されている。
草刈都（くさかり みやこ）
多柏学院の初等部六年生の女子生徒で、一条摩芙のルームメイト。初等部男子生徒からは、一条摩芙に送られるラブレターの『窓口』として認知されている。

### 半閉じの目
友たるハイン
世界を破滅に導く『半閉じの目』と呼ばれる謎の集団の首魁。外見は壮麗な羽根飾りや大仰な衣装に、自らをも透き通る水晶で成した骸骨。3巻の後半で、摩芙の祖父である一条総吾（いちじょう そうご）が摩芙の代わりに『友たるハイン』の呪いを自身で引き受け、変わり果てた姿となったと天廼は推測している。
アルベド
『半閉じの目』に所属する『ハインの手先』の一体。外見は馬の白骨で、力の抜けた中年男の声で話す。3巻の後半で天廼と対峙した際、天廼から心十郎と呼ばれている。

### 魔術師
八十辻夕子（やそつじ ゆうこ）
カナエや里久のクラスメートの女生徒で、本人曰く［信仰なき魔術結社（アンチフェイス）］に所属している『魔術師』（但し、所属しているのは夕子と父親の正典の二人だけである）。伝承魔術『架空五芒星』を操る。
八十辻正典（やそつじ まさのり）
八十辻夕子の父親で、［信仰なき魔術結社］の長である魔術師。伝承魔術『書式五芒星』を操る。娘の夕子には厳しく接しているが、それは夕子の身を案じるが故の行動である。

#### 暗殺血統［羅比陀（らひだ）］
柘植縒（つげ より）
［羅比陀］の頭領で、表向きは海沿いの旅館［鴨根荘（かもねそう）］の女将。
石川交（いしかわ こう）
［羅比陀］の一員で、石川直の兄。表向きは［鴨根荘］の従業員である整った顔立ちの均整の取れた体格の男性。
石川直（いしかわ なお）
［羅比陀］の一員で、石川交の弟。表向きは［鴨根荘］の従業員である軽い雰囲気の長身の男性。
友坂雛（ともさか ひな）
［羅比陀］の一員で、カナエたちの前では［鴨根荘］の宿泊客を装っていた二十歳過ぎの優しげな美貌の女性。

### その他
天廼行永（あめの ゆきなが）
『半開きの目』と『半閉じの目』の動向を密かに窺う謎の男性。カナエの様に『既の道』を辿ったり、摩芙の様に死像を造る等、不可解な点が多い。
2巻の後半で夕子を死像の核にしてカナエと摩芙を試し、3巻で［羅比陀］の頭領・柘植縒を拉致して交たちにカナエたちを襲撃させる一方で、縒を死像の核にしてカナエたちを襲わせて試した。その際に十字印と渦巻文の両方の力を操った上に、カナエに『既の道』を教えた師匠である事が判明し、摩芙の怒りを買った。

## 用語
半開きの目
直会カナエや『星平線のそよぎ』など、特定の者にしか見えない紋章で、今より見出す可能性の象徴の紋章でもある。『半閉じの目』と相反する力でもある。
半閉じの目
誰知らず降りる破滅の象徴の紋章で、『半開きの目』と相反する力でもある。集団としての名前でもあり、『友たるハイン』を首魁とし、アルベドや一条摩芙が『ハインの手先』になっている。

## 既刊一覧
- 高橋弥七郎（著）・いとうのいぢ（イラスト）、KADOKAWA／アスキー・メディアワークス〈電撃文庫〉、既刊3巻（2015年9月10日現在）

| 巻数 | タイトル        | 初版発行日（発売日）  | ISBN              |
| ---- | --------------- | --------------------- | ----------------- |
| 1    | カナエの星      | 2014年8月9日（同日）  | 978-4-04-886554-8 |
| 2    | カナエの星（2） | 2015年3月10日（同日） | 978-4-04-869335-6 |
| 3    | カナエの星（3） | 2015年9月10日（同日） | 978-4-04-891611-0 |